# Adhil
Adhil (Bayer-Bezeichnung Xi Andromedae, kurz ξ And) ist ein Stern im Sternbild Andromeda und ein offizieller Sternname der Internationalen Astronomischen Union (IAU).
Es handelt sich um einen Riesenstern der Spektralklasse K0 IIIb mit einer scheinbaren Helligkeit von 4m,88. ξ And ist nach Parallaxen-Messungen der Raumsonde Gaia etwa 223 Lichtjahre (68 Parsec) von der Erde entfernt.
Im Bright-Star-Katalog von 1991 wurde Adhil als spektroskopischer Doppelstern mit einer Umlaufperiode der Komponenten von 17,77 Tagen klassifiziert. Nach einer neueren Untersuchung von 2008 handelt es sich jedoch vermutlich um einen Einzelstern.
In Karl Manitius’ deutscher Übersetzung des Handbuches der Astronomie von Claudius Ptolemäus wird 46 Andromedae als Adhil bezeichnet. Adhil (الذيل / aḏ-ḏayl) stammt aus der arabischen Sprache und lässt sich mit „Schleppe“ übersetzen.
Die IAU hat am 21. August 2016 den Eigennamen Adhil als standardisierten Eigennamen für diesen Stern festgelegt.